# Memory in FTISLAND
A Memory in FTISLAND a dél-koreai F.T. Island együttes koreai nyelvű középlemeze, melyet 2011.október 10-én jelentettek meg. A lemez feldolgozásokat tartalmaz, melyeket az együttes stílusához igazítottak.

## Számlista
| #  | Cím                                                                                     | Dalszöveg                             | Zene                            | Hossz |
| -- | --------------------------------------------------------------------------------------- | ------------------------------------- | ------------------------------- | ----- |
| 1. | 새들처럼 Szedulcshorom (Saedeulcheoreom) (Like Birds)                                   | Csi Gunsik (지근식, Ji Geun-sik)      | Csi Gunsik (Ji Geun-sik)        | 03:29 |
| 2. | 상심 Szangsim (Sangsim) (Heartache)                                                     | Hong Dzseszon (홍재선, Hong Jae-seon) | Hong Dzseszon (Hong Jae-seon)   | 04:05 |
| 3. | 그대 눈물까지도 Kude nunmulkkadzsido (Geudae nunmulkkajido) (Even If It’s Your Tears)   | O Dzsihun (오지훈, Oh Ji-hun)         | O Dzsihun (Oh Ji-hun)           | 04:22 |
| 4. | 이별 아닌 이별 Ibjol anin ibjol (Ibyeol anin ibyeol) (Not a True Goodbye)               | O Theho (오태호, Oh Tae-ho)           | O Theho (Oh Tae-ho)             | 03:21 |
| 5. | 신사동 그 사람 Sinsza-tong ku szaram (Sinsa-dong geu saram) (That Person in Shinsadong) | Csong Uni (정은이, Jeong Eun-yi)      | Nam Gugin (남국인, Nam Geug-in) | 04:30 |